# Michael Burawoy
Michael Burawoy (Inglaterra, 15 de junio de 1947- Oakland, California, 3 de febrero de 2025) fue un sociólogo británico que trabajó dentro de la teoría social marxista, más conocido como el principal defensor de la sociología pública y autor de El Consentimiento en la Producción. Los cambios del proceso productivo en el capitalismo monopolista —un estudio sobre el trabajo y las organizaciones que ha sido traducido a varios idiomas.
Burawoy fue profesor de Sociología en la Universidad de California en Berkeley. Fue presidente de la American Sociological Association en el año 2004. En 2006–2010, fue vicepresidente de la Comisión Nacional de Asociaciones de la Asociación Internacional de sociología (ISA). En el XVII Congreso Mundial de la ISA de la Sociología fue elegido Presidente de la Asociación para el período 2010–2014.

## Biografía
Graduado como estudiante de matemática de la Universidad de Cambridge en 1968, Burawoy continuó sus estudios de posgrado en la recién independizada nación africana de Zambia, mientras trabajaba como investigador para la Anglo American PLC. Luego de completar una maestría en la Universidad de Zambia en 1972, Burawoy realiza un doctorado en sociología en la Universidad de Chicago. Su tesis doctoral fue una etnografía de los trabajadores industriales de Chicago, la cual más tarde se convertiría en Manufacturing Consent: Changes in the Labor Process under Monopoly Capitalism.
Burawoy se incorporó al Departamento de Sociología de la Universidad de California, Berkeley en 1976 como profesor asistente. Se desempeñó como Presidente del Departamento de Sociología durante 1996-98 y 2000-02.
Aparte de sus investigaciones en Zambia, Burawoy ha estudiado lugares de trabajo industriales en Chicago, Hungría y la Rusia postsoviética. Su método elegido suele ser la observación participante, más específicamente la etnografía. Ha ampliado aún más el método del caso ampliado. Para su libro El pasado radiante: ideología y realidad en el camino hacia el capitalismo de Hungría (1992), trabajó como operador de hornos en una planta siderúrgica húngara. Basado en sus estudios sobre el lugar de trabajo, se ha referido a la naturaleza del poscolonialismo, la organización del socialismo de estado y los problemas en la transición desde el socialismo.
En tiempos más recientes, Burawoy se aleja de la observación de las fábricas para mirar su propio lugar de trabajo -la universidad- y considerar la forma en que la sociología se enseña a los estudiantes y se coloca en el dominio público. Su trabajo sobre la sociología pública se destaca en su discurso presidencial ante la Asociación Americana de sociología en 2004, donde se divide la sociología en cuatro categorías (que pueden superponerse): la sociología pública; la sociología política (que tiene un público extra-académico); la sociología profesional (que se dirige a un público académico familiarizado con las teorías y marcos metodológicos comunes en la disciplina); y la sociología crítica, que como la sociología pública produce conocimiento reflexivo, pero solo está disponible para un público académico, como la  sociología profesional.

## Obras seleccionadas

### Libros

#### Autor (o coautor)
- The Colour of Class on the Copper Mines: From African Advancement to Zambianization. Manchester: Manchester University Press, 1972
- Manufacturing Consent: Changes in the Labor Process Under Monopoly Capitalism. Chicago: University of Chicago Press, 1979
- The Politics of Production: Factory Regimes Under Capitalism and Socialism. London: Verso, 1985
- The Radiant Past: Ideology and Reality in Hungary's Road to Capitalism. Chicago: University of Chicago Press, 1992 (con János Lukács)
- The Extended Case Method: Four Countries, Four Decades, Four Great Transformations, and One Theoretical Tradition (University of California Press), 2009

#### Colaboración y edición de libros
- Marxist Inquiries: Studies of Labor, Class and States. Chicago: University of Chicago Press. Supplement to the American Journal of Sociology. Editado con Theda Skocpol, 1983
- Ethnography Unbound: Power and Resistance in the Modern Metropolis. Berkeley: University of California Press, 1991 (con diez coautores)
- Uncertain Transition: Ethnographies of Change in the PostSocialist World. Lanham, MD: Rowman and Littlefield. Editado con Katherine Verdery, 1998
- От Деревянного Парижа к Панельной Орбите: Модель жилищных классов Сыктывкара. (From Timbered Paris to Concrete Orbita: The Structure of Housing Classes in Syktyvkar). Syktyvkar: Institute of Regional Social Research of Komi, 1999 (con Pavel Krotov and Tatyana Lytkina)
- Global Ethnography: Forces, Connections and Imaginations in a Postmodern World. Berkeley: University of California Press, 2000 (y nueve coautores)